# Herb Jones
Herbert E. Jones, detto Herb (Atlanta, 24 gennaio 1970 – 6 dicembre 2021), è stato un cestista statunitense, professionista in Europa e in Sudamerica.

## Palmarès

### Squadra
- Campionato spagnolo: 1

Manresa: 1997-98

### Individuale
- CBA All-Rookie Second Team (1993)